# Amphinemura yangi
Amphinemura yangi är en bäcksländeart som beskrevs av Zhu, F. och Ding Yang 2003. Amphinemura yangi ingår i släktet Amphinemura och familjen kryssbäcksländor. Inga underarter finns listade i Catalogue of Life.